# Gran Premi de Portugal del 2020
El Gran Premi de Portugal del 2020 (oficialment anomenat Formula 1 Heineken Grande Prémio de Portugal 2020) va ser la dotzena prova de la temporada 2020 de Fórmula 1. Va tenir lloc a l'Autódromo Internacional do Algarve, a Portimão, Portugal, del 23 al 25 d'octubre del 2020.

## Resultats

### Qualificació
| Pos.                     | No. | Pilot              | Constructor               | Temps    | Temps    | Temps    | Graella |
| Pos.                     | No. | Pilot              | Constructor               | Q1       | Q2       | Q3       | Graella |
| ------------------------ | --- | ------------------ | ------------------------- | -------- | -------- | -------- | ------- |
| 1                        | 44  | Lewis Hamilton     | Mercedes                  | 1:16.828 | 1:16.824 | 1:16.652 | 1       |
| 2                        | 77  | Valtteri Bottas    | Mercedes                  | 1:16.945 | 1:16.466 | 1:16.754 | 2       |
| 3                        | 33  | Max Verstappen     | Red Bull Racing-Honda     | 1:16.879 | 1:17.038 | 1:16.904 | 3       |
| 4                        | 16  | Charles Leclerc    | Ferrari                   | 1:17.421 | 1:17.367 | 1:17.090 | 4       |
| 5                        | 11  | Sergio Pérez       | Racing Point-BWT Mercedes | 1:17.370 | 1:17.129 | 1:17.223 | 5       |
| 6                        | 23  | Alexander Albon    | Red Bull Racing-Honda     | 1:17.435 | 1:17.411 | 1:17.437 | 6       |
| 7                        | 55  | Carlos Sainz       | McLaren-Renault           | 1:17.627 | 1:17.183 | 1:17.520 | 7       |
| 8                        | 4   | Lando Norris       | McLaren-Renault           | 1:17.547 | 1:17.321 | 1:17.525 | 8       |
| 9                        | 10  | Pierre Gasly       | AlphaTauri-Honda          | 1:17.209 | 1:17.367 | 1:17.803 | 9       |
| 10                       | 3   | Daniel Ricciardo   | Renault                   | 1:17.621 | 1:17.481 | –        | 10      |
| 11                       | 31  | Esteban Ocon       | Renault                   | 1:17.775 | 1:17.614 | N/A      | 11      |
| 12                       | 18  | Lance Stroll       | Racing Point-BWT Mercedes | 1:17.667 | 1:17.626 | N/A      | 12      |
| 13                       | 26  | Daniil Kvyat       | AlphaTauri-Honda          | 1:17.841 | 1:17.728 | N/A      | 13      |
| 14                       | 63  | George Russell     | Williams-Mercedes         | 1:17.931 | 1:17.788 | N/A      | 14      |
| 15                       | 5   | Sebastian Vettel   | Ferrari                   | 1:17.446 | 1:17.919 | N/A      | 15      |
| 16                       | 7   | Kimi Räikkönen     | Alfa Romeo Racing-Ferrari | 1:18.201 | N/A      | N/A      | 16      |
| 17                       | 99  | Antonio Giovinazzi | Alfa Romeo Racing-Ferrari | 1:18.323 | N/A      | N/A      | 17      |
| 18                       | 8   | Romain Grosjean    | Haas-Ferrari              | 1:18.364 | N/A      | N/A      | 18      |
| 19                       | 20  | Kevin Magnussen    | Haas-Ferrari              | 1:18.508 | N/A      | N/A      | 19      |
| 20                       | 6   | Nicholas Latifi    | Williams-Mercedes         | 1:18.777 | N/A      | N/A      | 20      |
| Temps del 107%: 1:22.205 |     |                    |                           |          |          |          |         |
| Font:                    |     |                    |                           |          |          |          |         |

### Cursa
| Pos.                                                          | No. | Pilot              | Constructor               | Voltes | Temps       | Graella | Punts |
| ------------------------------------------------------------- | --- | ------------------ | ------------------------- | ------ | ----------- | ------- | ----- |
| 1                                                             | 44  | Lewis Hamilton     | Mercedes                  | 66     | 1:29:56.828 | 1       | 261   |
| 2                                                             | 77  | Valtteri Bottas    | Mercedes                  | 66     | +25.592     | 2       | 18    |
| 3                                                             | 33  | Max Verstappen     | Red Bull Racing-Honda     | 66     | +34.508     | 3       | 15    |
| 4                                                             | 16  | Charles Leclerc    | Ferrari                   | 66     | +1:05.312   | 4       | 12    |
| 5                                                             | 10  | Pierre Gasly       | AlphaTauri-Honda          | 65     | +1 volta    | 9       | 10    |
| 6                                                             | 55  | Carlos Sainz       | McLaren-Renault           | 65     | +1 volta    | 7       | 8     |
| 7                                                             | 11  | Sergio Pérez       | Racing Point-BWT Mercedes | 65     | +1 volta    | 5       | 6     |
| 8                                                             | 31  | Esteban Ocon       | Renault                   | 65     | +1 volta    | 11      | 4     |
| 9                                                             | 3   | Daniel Ricciardo   | Renault                   | 65     | +1 volta    | 10      | 2     |
| 10                                                            | 5   | Sebastian Vettel   | Ferrari                   | 65     | +1 volta    | 15      | 1     |
| 11                                                            | 7   | Kimi Räikkönen     | Alfa Romeo Racing-Ferrari | 65     | +1 volta    | 16      |       |
| 12                                                            | 23  | Alexander Albon    | Red Bull Racing-Honda     | 65     | +1 volta    | 6       |       |
| 13                                                            | 4   | Lando Norris       | McLaren-Renault           | 65     | +1 volta    | 8       |       |
| 14                                                            | 63  | George Russell     | Williams-Mercedes         | 65     | +1 volta    | 14      |       |
| 15                                                            | 99  | Antonio Giovinazzi | Alfa Romeo Racing-Ferrari | 65     | +1 volta    | 17      |       |
| 16                                                            | 20  | Kevin Magnussen    | Haas-Ferrari              | 65     | +1 volta    | 19      |       |
| 17                                                            | 8   | Romain Grosjean    | Haas-Ferrari              | 65     | +1 volta2   | 18      |       |
| 18                                                            | 6   | Nicholas Latifi    | Williams-Mercedes         | 64     | +2 voltes   | 20      |       |
| 19                                                            | 26  | Daniil Kvyat       | AlphaTauri-Honda          | 64     | +2 voltes   | 13      |       |
| –                                                             | 18  | Lance Stroll       | Racing Point-BWT Mercedes | 51     | –           | 12      |       |
| Volta ràpida: Lewis Hamilton (Mercedes) – 1:18.750 (volta 63) |     |                    |                           |        |             |         |       |
| Font:                                                         |     |                    |                           |        |             |         |       |

Notes
- ^1  – Inclou un punt per la volta ràpida.
- ^2  – Romain Grosjean va acabar setzè a la pista, però va rebre una penalització de cinc segons per haver superat els límits de la pista.

## Classificació del campionat després de la cursa
| Pos.  | Pilot            | Punts |
| ----- | ---------------- | ----- |
| 1     | Lewis Hamilton   | 256   |
| 2     | Valtteri Bottas  | 179   |
| 3     | Max Verstappen   | 162   |
| 4     | Daniel Ricciardo | 80    |
| 5     | Charles Leclerc  | 75    |
| Font: |                  |       |

| Pos.  | Constructor               | Punts |
| ----- | ------------------------- | ----- |
| 1     | Mercedes                  | 435   |
| 2     | Red Bull Racing-Honda     | 226   |
| 3     | Racing Point-BWT Mercedes | 126   |
| 4     | McLaren-Renault           | 124   |
| 5     | Renault                   | 120   |
| Font: |                           |       |

- Nota: Només s'inclouen les cinc primeres posicions en les dues classificacions.